# Piękna Madonna

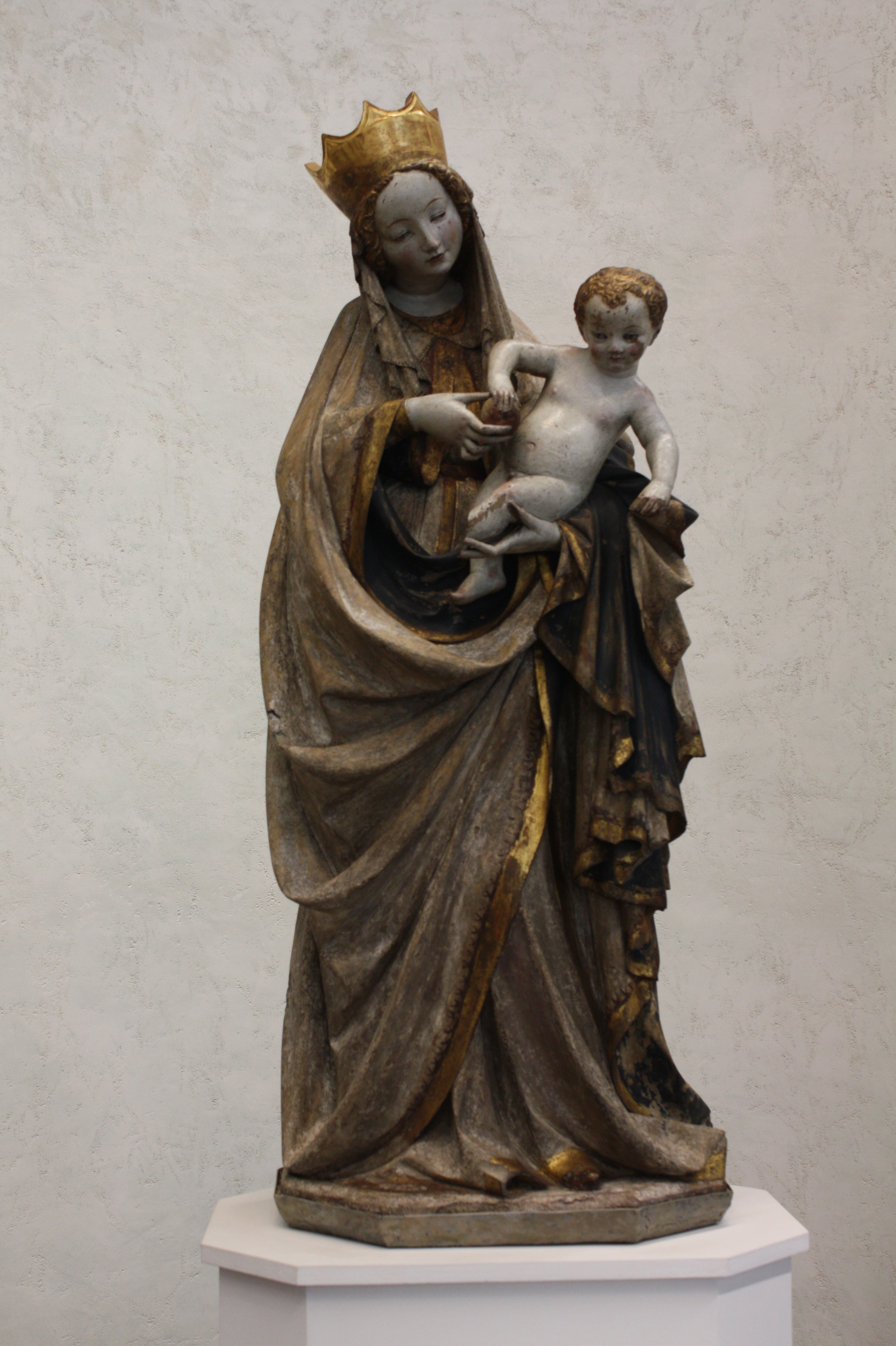
Piękna Madonna z Wrocławia. Nieznany artysta wrocławski, lub praski, ok. 1390, wapień, wys. 116 cm., Muzeum Narodowe w Warszawie

Piękna Madonna – typ rzeźby, przedstawiający stojącą Maryję z Dzieciątkiem na ręku, występujący w sztuce gotyckiej około roku 1400 w ramach tzw. stylu pięknego.
Sam temat Matki Boskiej z Dzieciątkiem Jezus był powszechnie przedstawiany w sztuce już znacznie wcześniej, jednak w ramach stylu pięknego, jak nazywa się gotyk międzynarodowy, zyskał on nowe, dotąd nieznane charakterystyczne cechy. Madonna jest młoda i piękna, często o wysmukłych proporcjach i niedużej głowie. Jej ciało wygięte jest esowato i okryte obficie drapowaną szatą często o delikatnie łamiących się fałdach, które mają w pełni dekoracyjny charakter. Wyróżnikiem jest także czuła relacja Matki Boskiej z Dzieciątkiem. Maria podtrzymuje lewą ręką Dzieciątko, w drugiej ręce trzyma zaś owoc jabłoni, po który sięga Jezus. Maria w typie Pięknej Madonny charakteryzuje się daleko idącą sublimacją, idealizacją, liryzmem i dworską elegancją.
Materiał jaki był preferowany to przede wszystkim kamień, głównie wapień. Najczęściej tego typu dzieła są wolno stojącymi, opracowanymi ze wszystkich stron rzeźbami, które pełniły rolę figury kultowej, umieszczanej w różnych miejscach kościoła (głównie w kaplicach, lub przy, na filarze) stąd też kamienne figury Pięknych Madonn należą do przedstawień dewocyjnych, częstokroć niezależnych od przestrzeni liturgicznej. Nie wiadomo gdzie ukształtował się ten typ figury Marii z Dzieciątkiem, prawdopodobnie są to Czechy, skąd upowszechnił się głównie na terenach krajów Rzeszy, w tym Austrii, Śląska, Prus Zakonnych. 
W historiografii artystycznej pojęcie Pięknej Madonny zyskało kilka znaczeń. Zasadniczo definicja Pięknej Madonny dotyczy ekskluzywnej grupy kamiennych, wolnostojących i pełnoplastycznych figur o charakterze kultowo-dewocyjnym. Częstokroć w literaturze tą definicją pojmuje się wizerunki Madonny z Dzieciątkiem z około 1400 o zbliżonych cechach stylistycznych, także wykonane innymi technikami (prócz rzeźby przykłady Marii w typie Pięknej Madonny występują w malarstwie zarówno ściennym, jak i tablicowym oraz książkowym), lub pełniących inne funkcje.     

Przykłady Pięknych Madonn
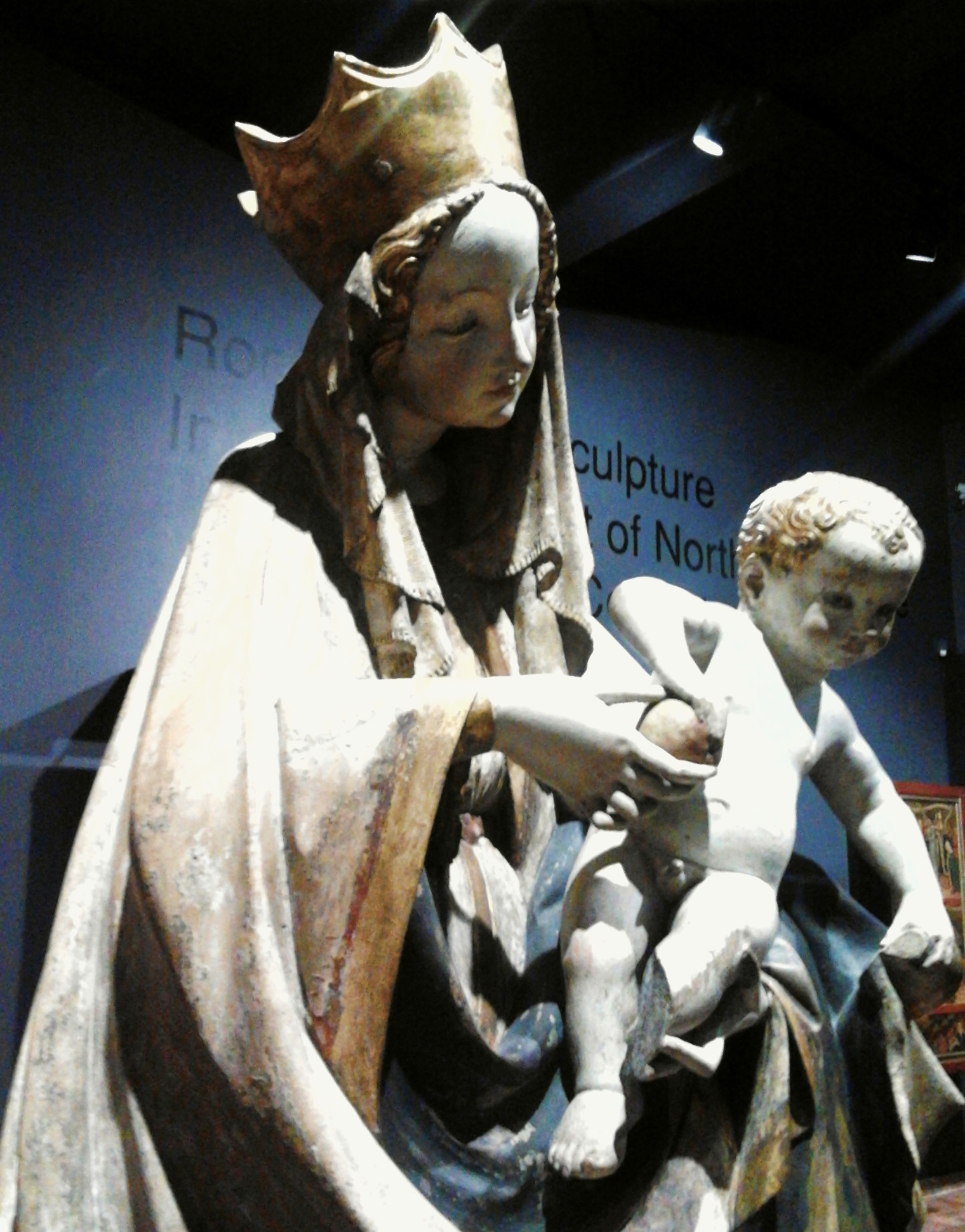
Piękna Madonna z Wrocławia (ok. 1390, Muzeum Narodowe w Warszawie)
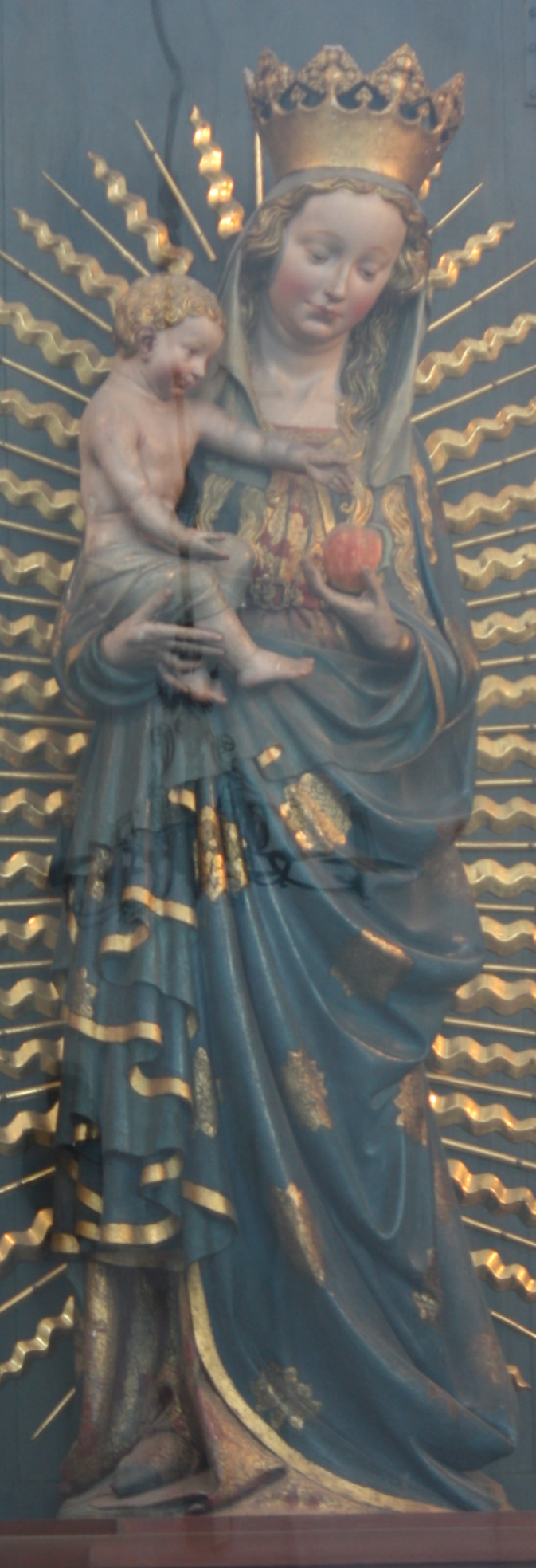
Piękna Madonna Gdańska (ok. 1430-35)
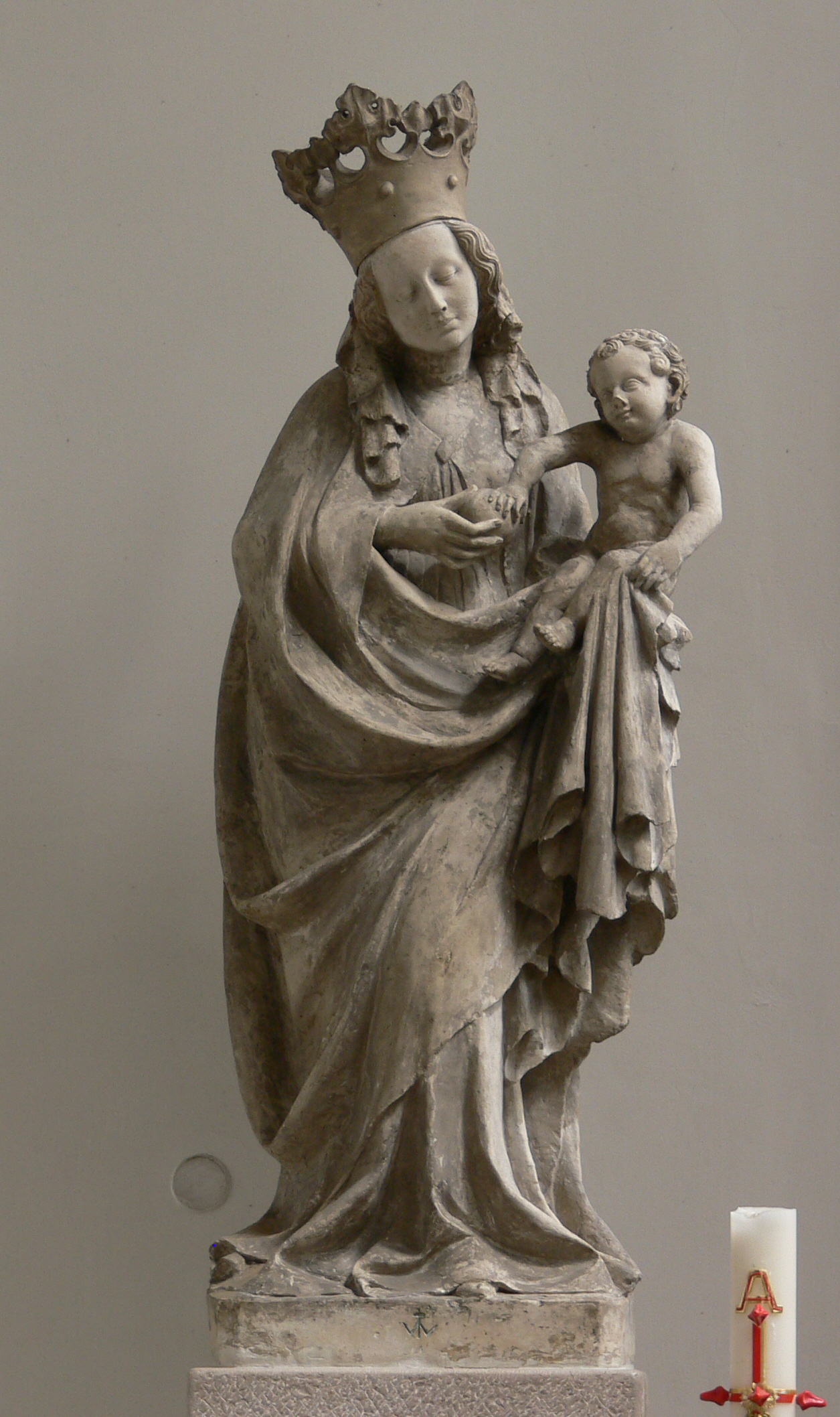
Piękna Madonna z Horb w Szwabii
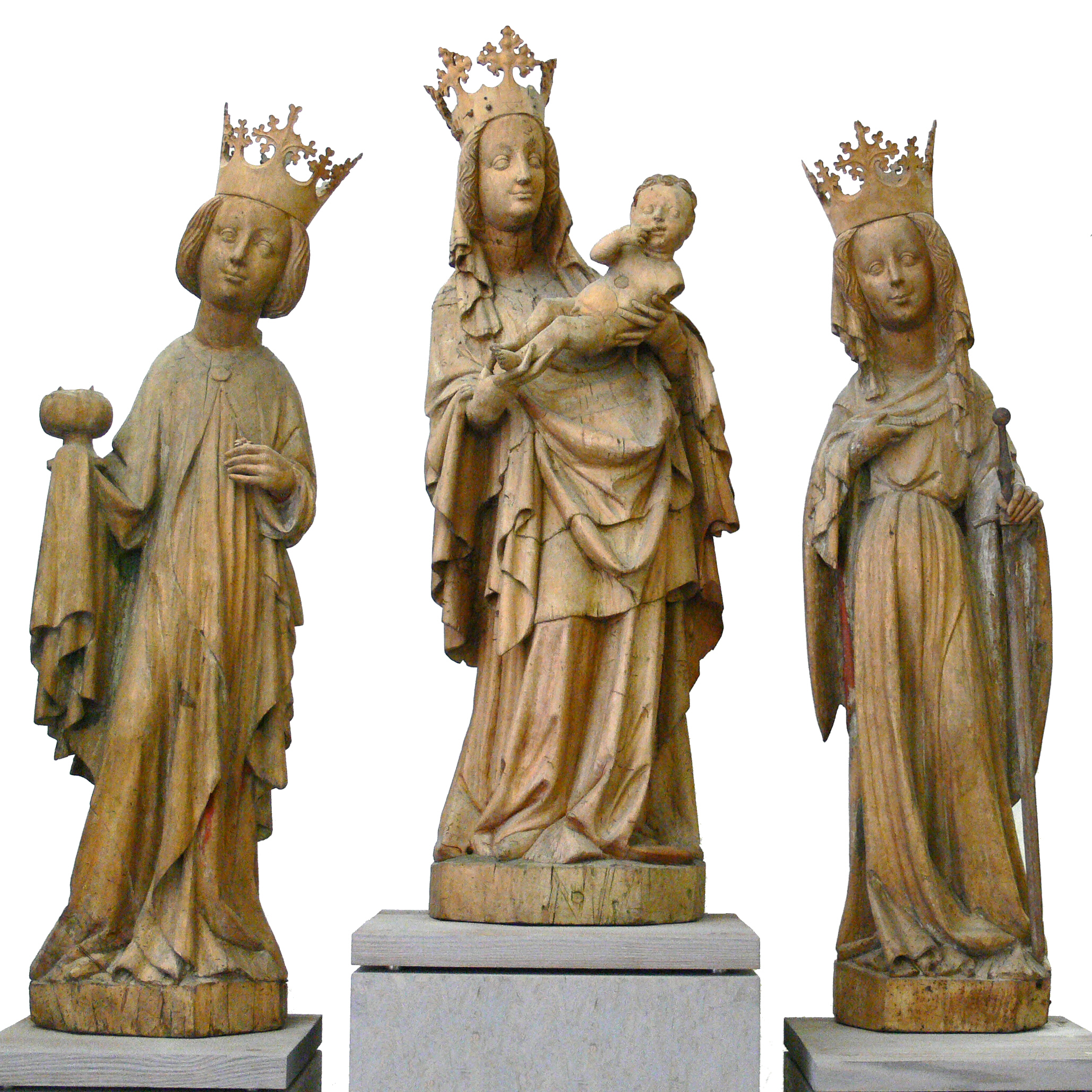
Piękna Madonna (pośrodku) ze świętymi Oswaldem i Katarzyną z Pfärrich (ob. w Württembergisches Landesmuseum w Stuttgarcie)
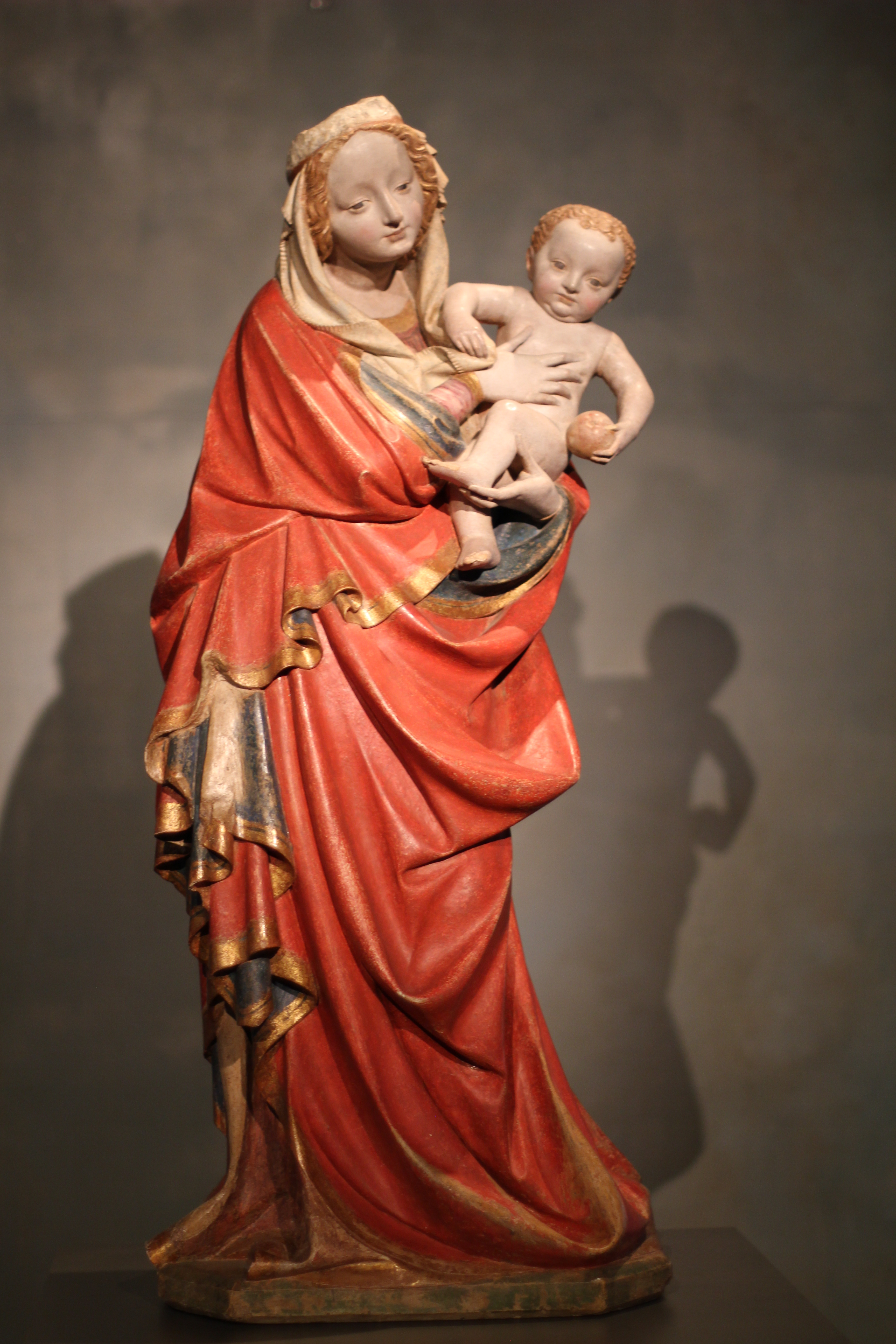
Piękna Madonna z Morawskiego Šternberka
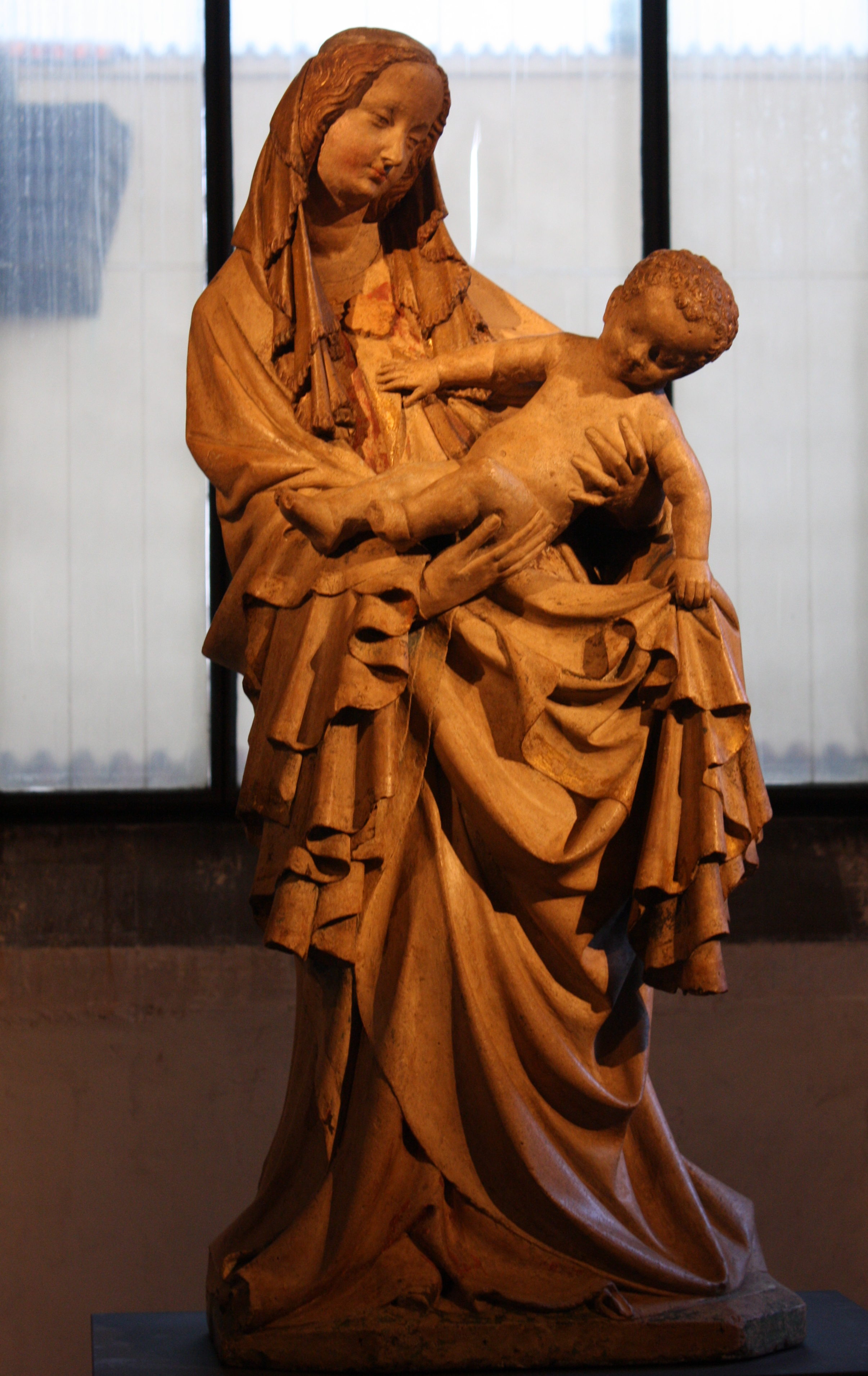
Piękna Madonna z Halstatt w zbiorach Galerii Narodowej w Pradze
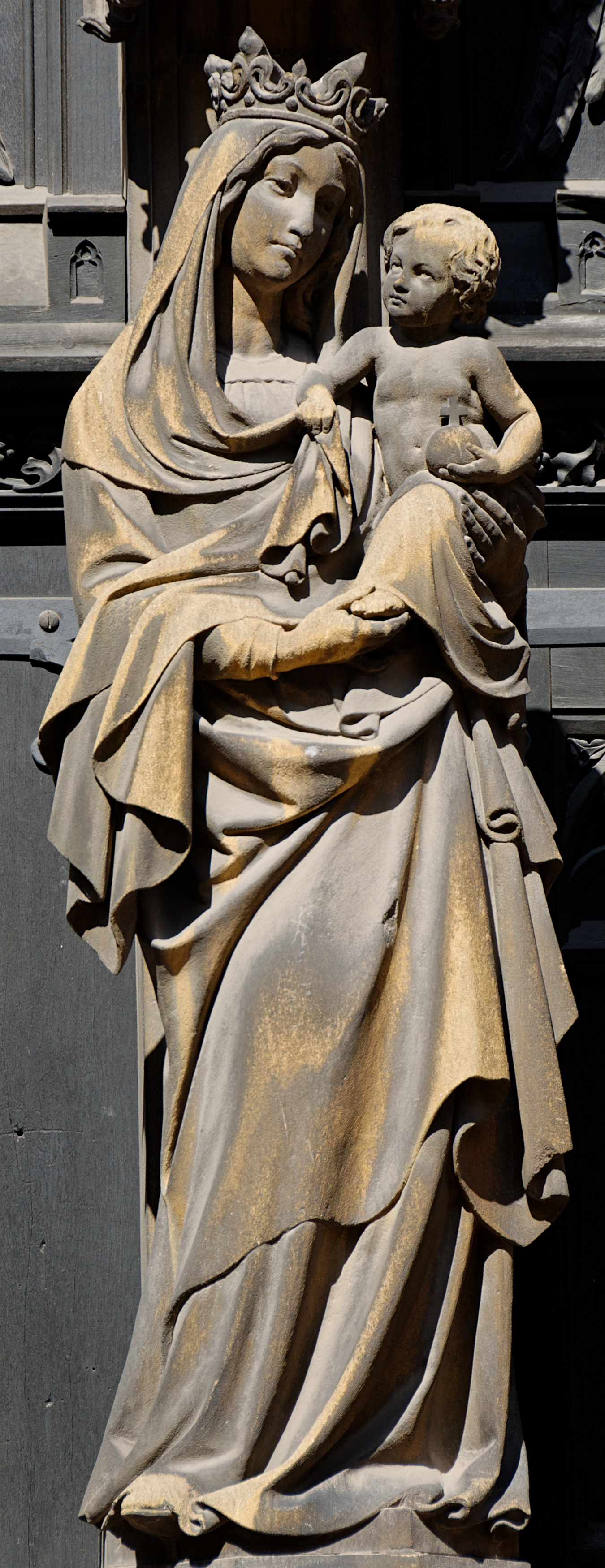
Maria z Dzieciątkiem z kościoła Dominikanów w Colmarze (Alzacja)
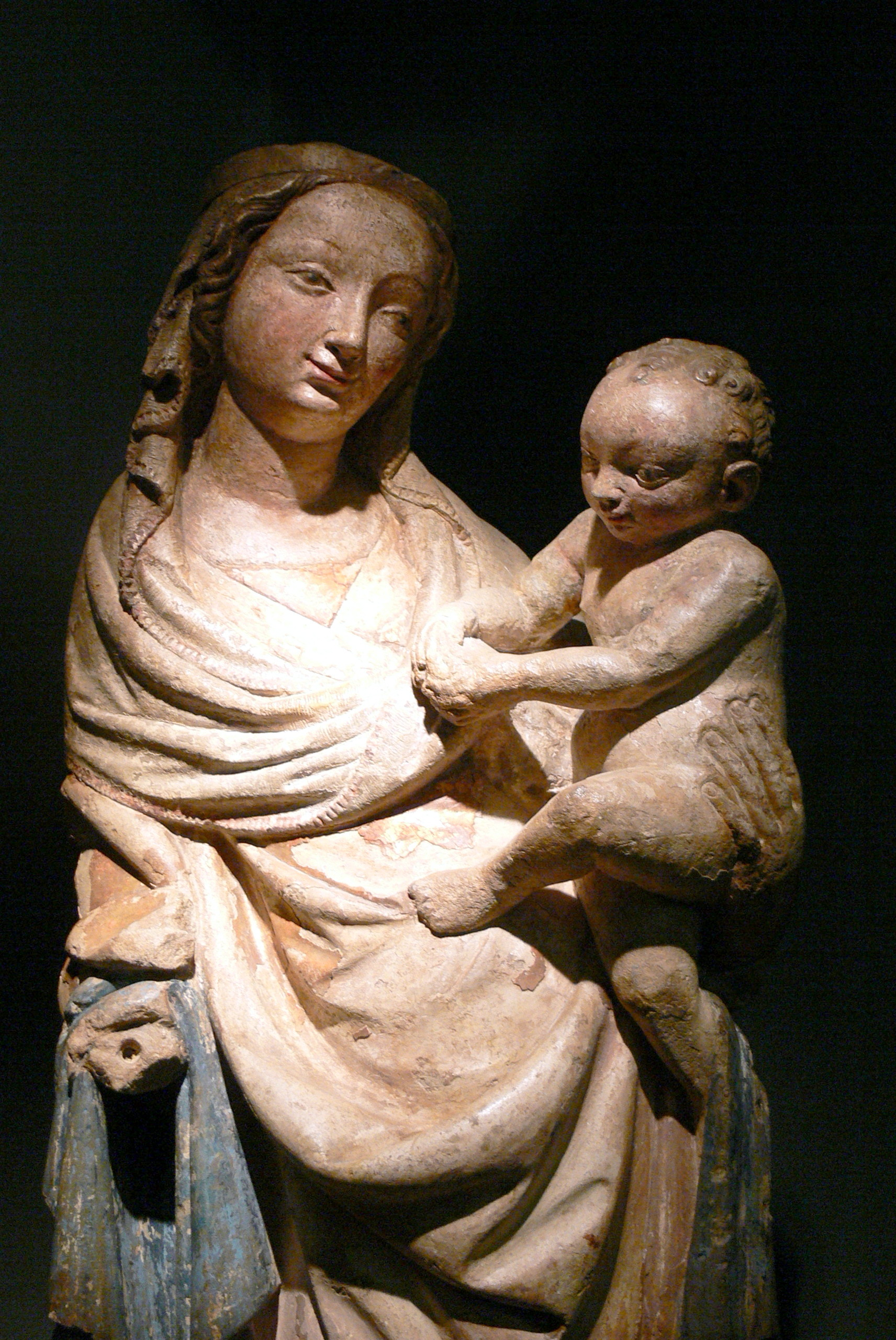
Piękna Madonna w Muzeum Górnictwa i Sztuki Gotyckiej w Leogangu
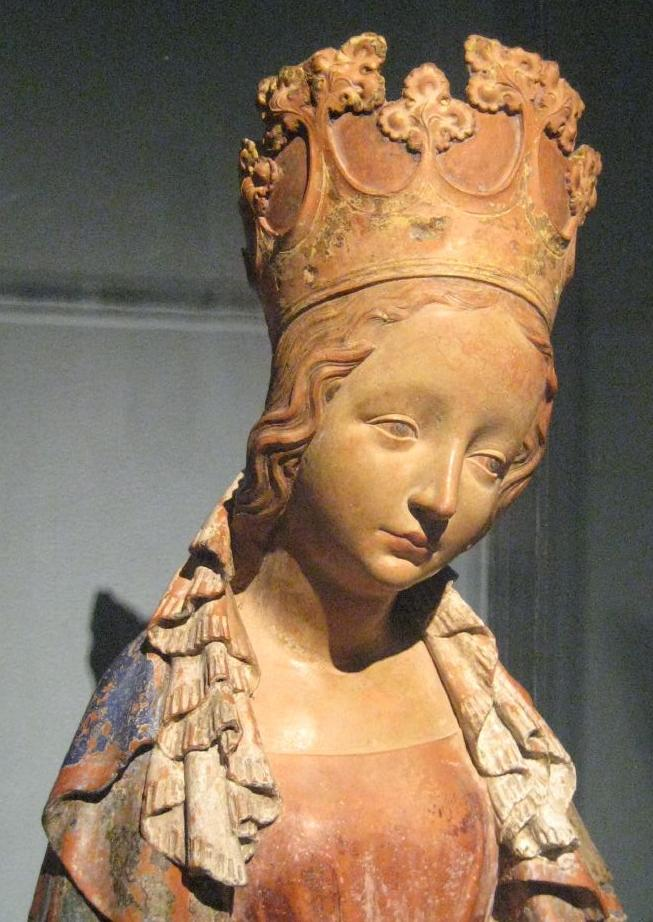
Popiersie Pięknej Madonny, warsztat czeski, Metropolitan Museum of Art w Nowym Jorku
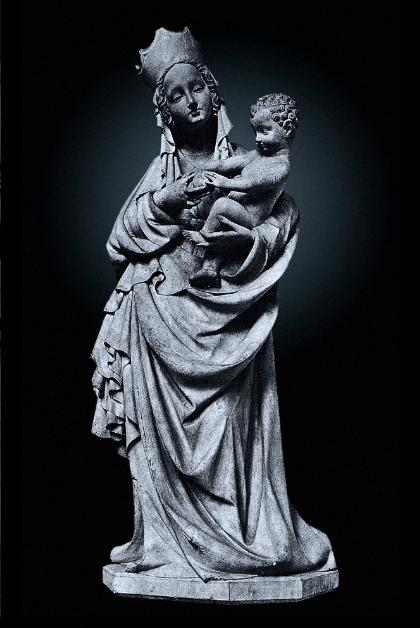
Piękna Madonna Toruńska (Katedra Świętych Janów w Toruniu, ok. 1390, po 1944 zaginiona)
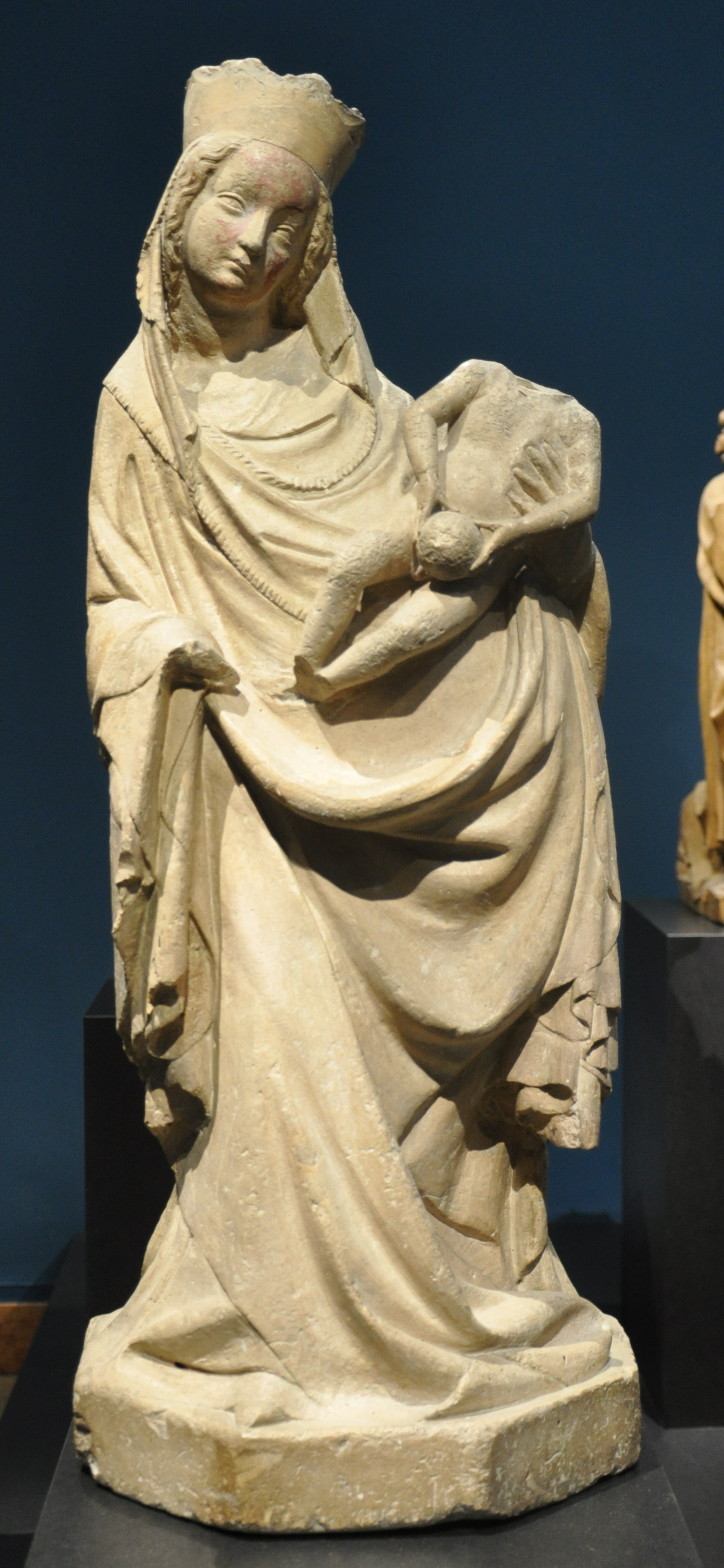
Maria z Dzieciątkiem z Salzburga (ob. w Liebigshaus we Frankfurcie)
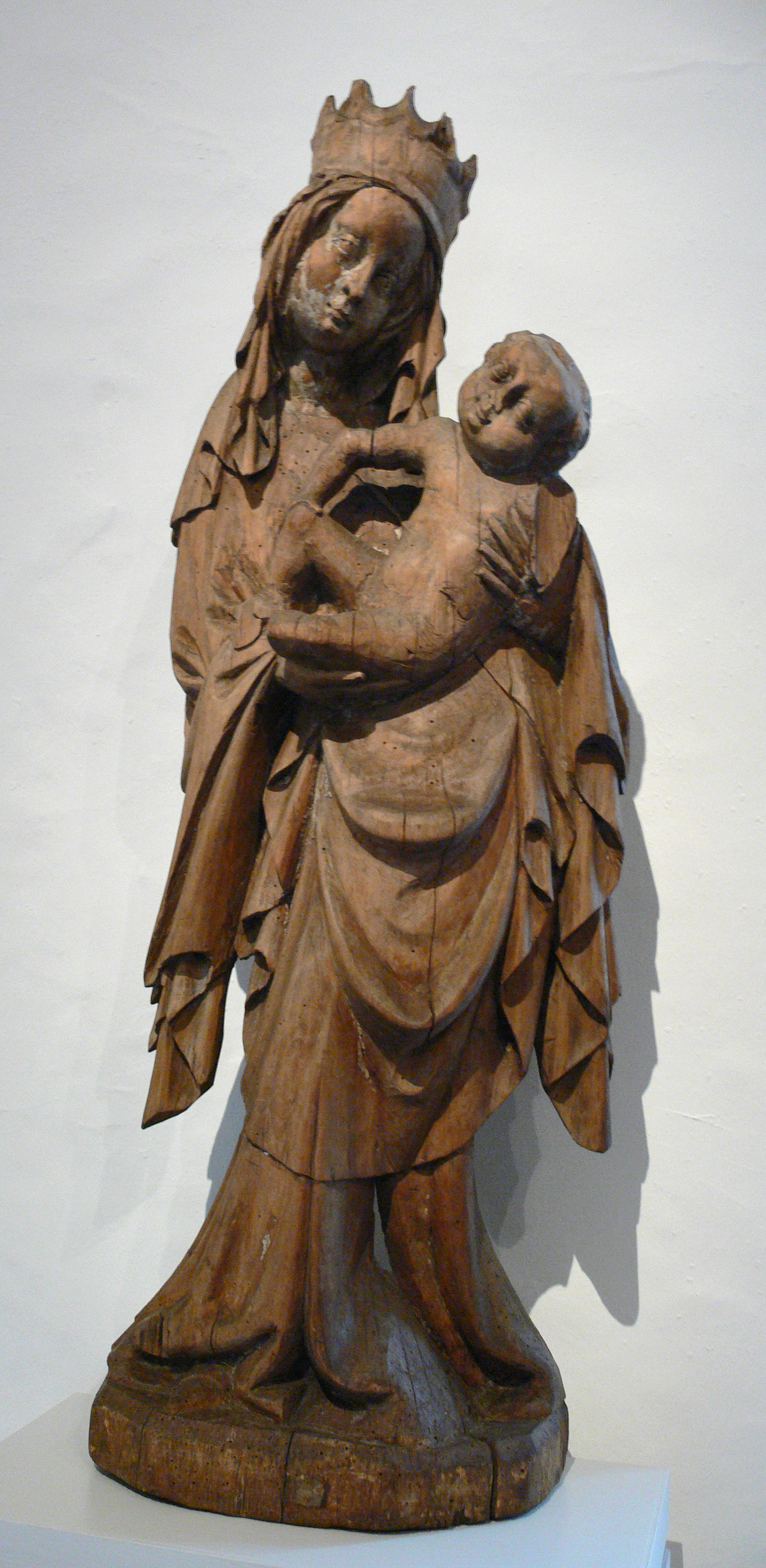
Matka Boska z Dzieciątkiem z Wilsdruff k. Drezna
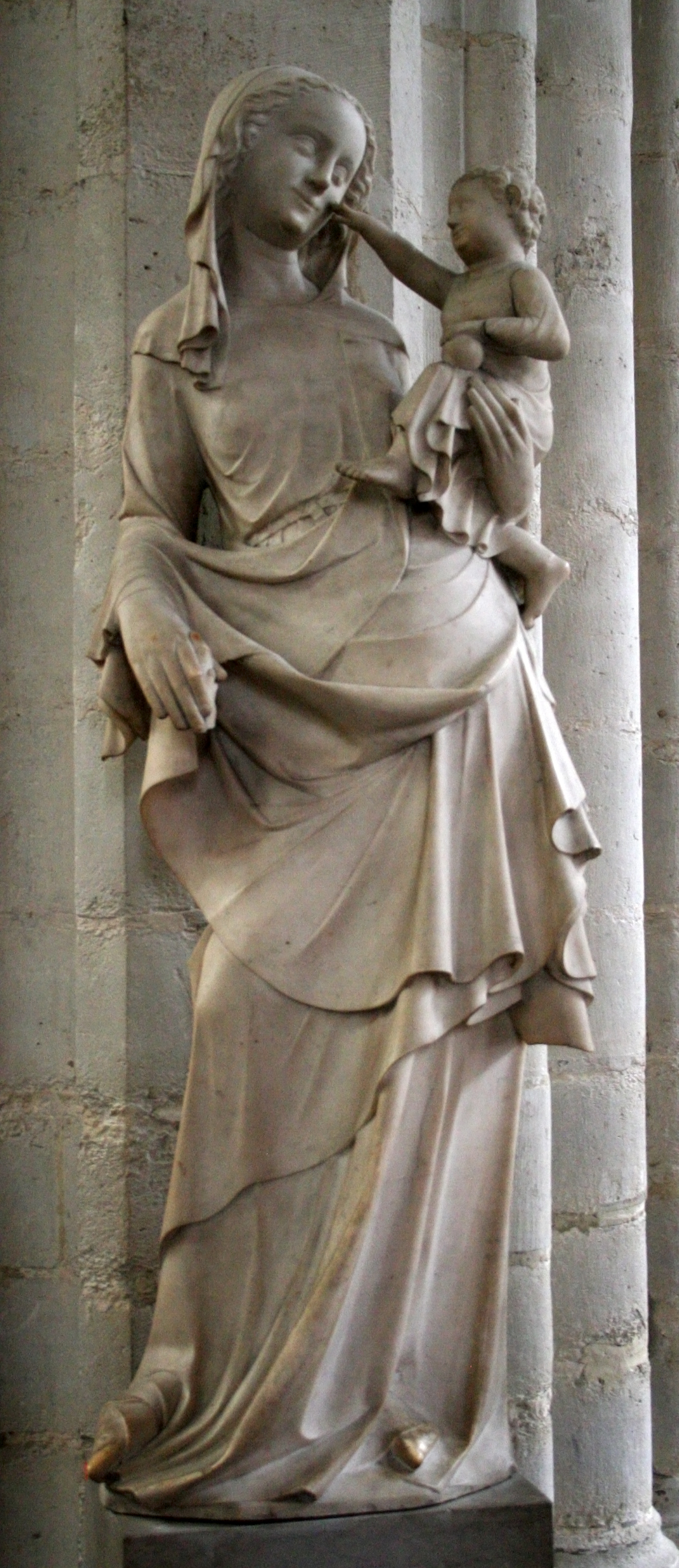
Piękna Madonna z Antwerpii
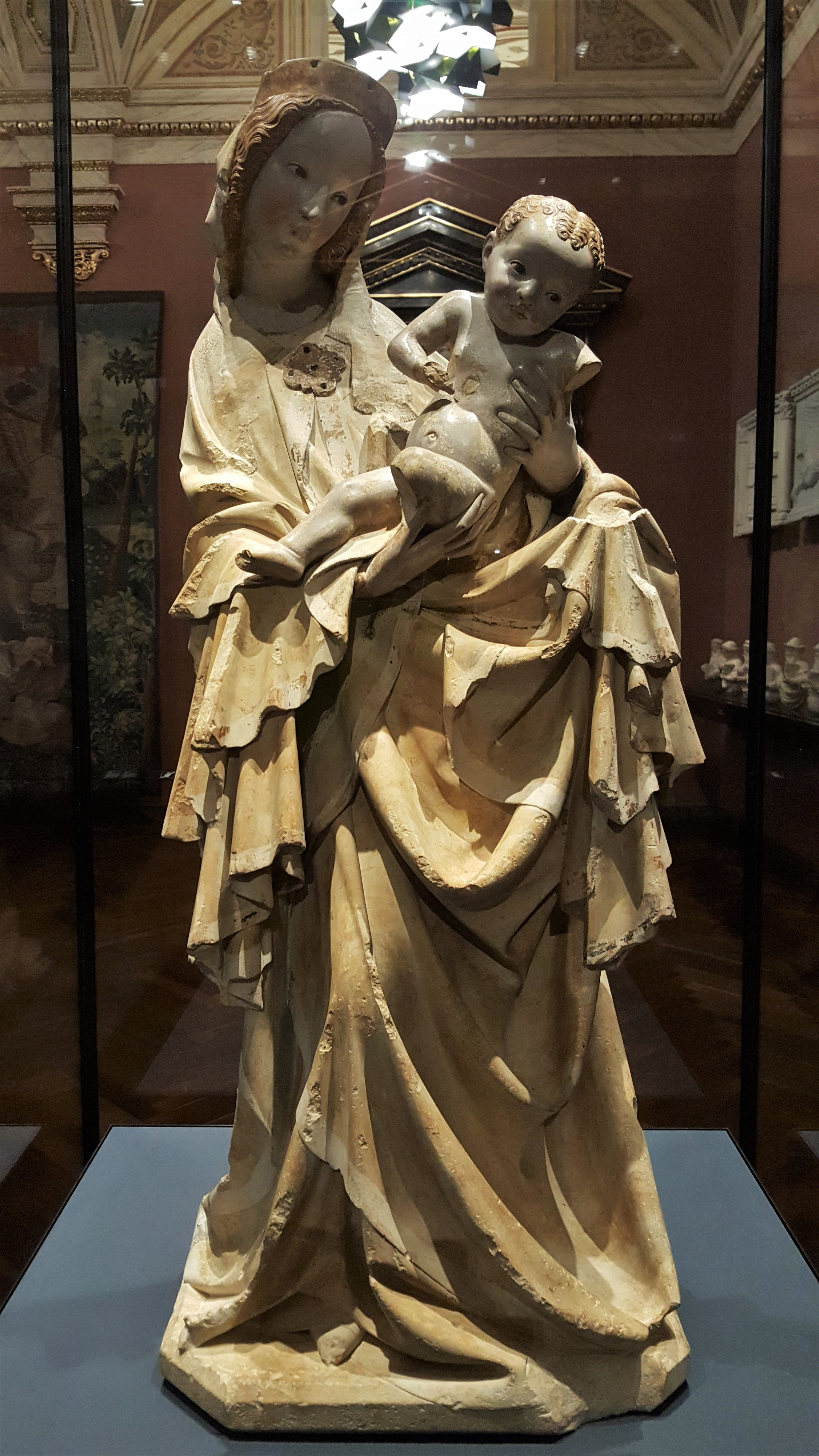
Piękna Madonna z Czeskiego Krumlowa (ok. 1400), obecnie w zbiorach Muzeum Historii Sztuki w Wiedniu
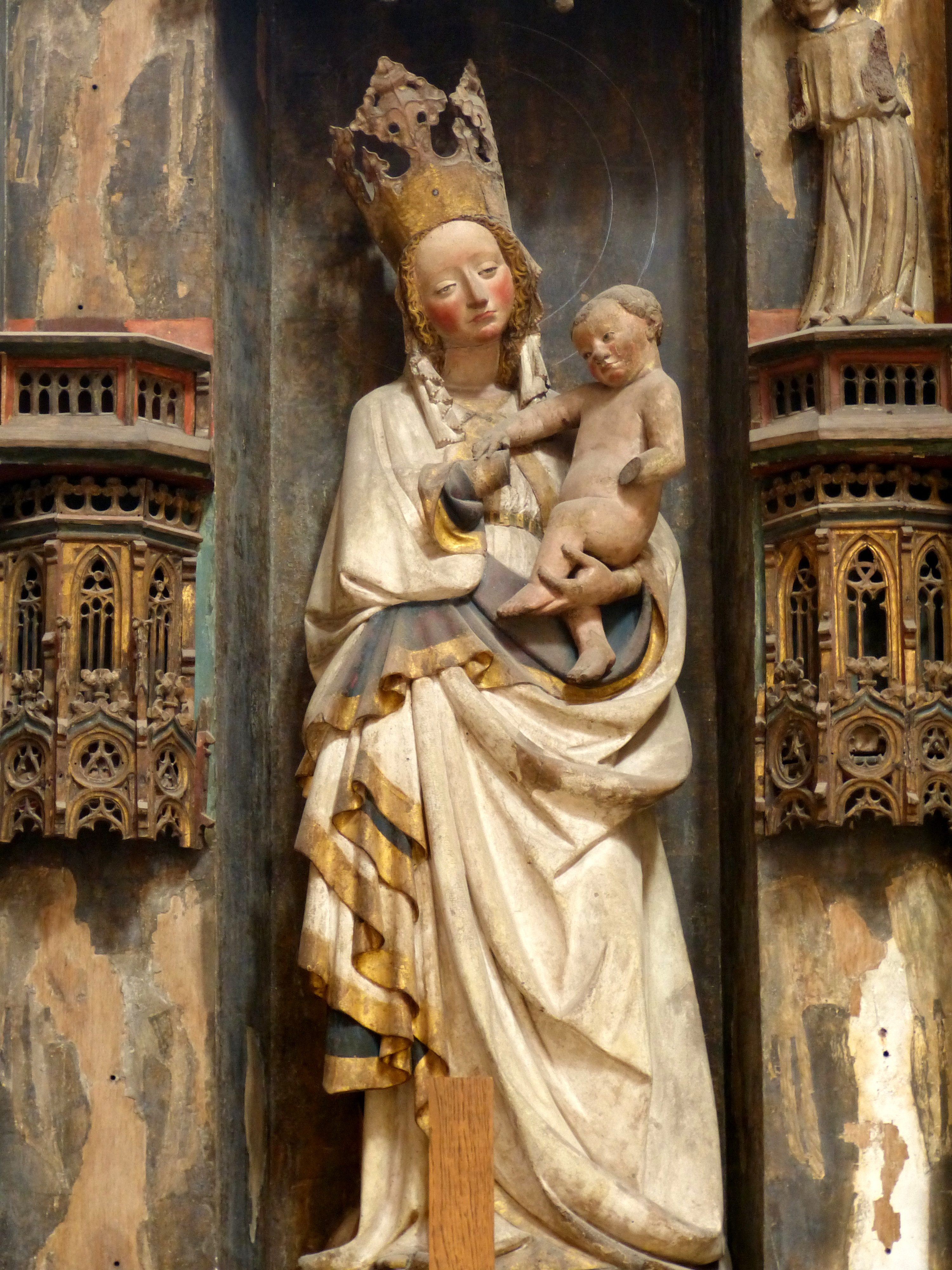
Piękna Madonna w Ołtarzu Junge w kościele Św. Mikołaja w Stralsundzie